# Quinque compilationes antiquae

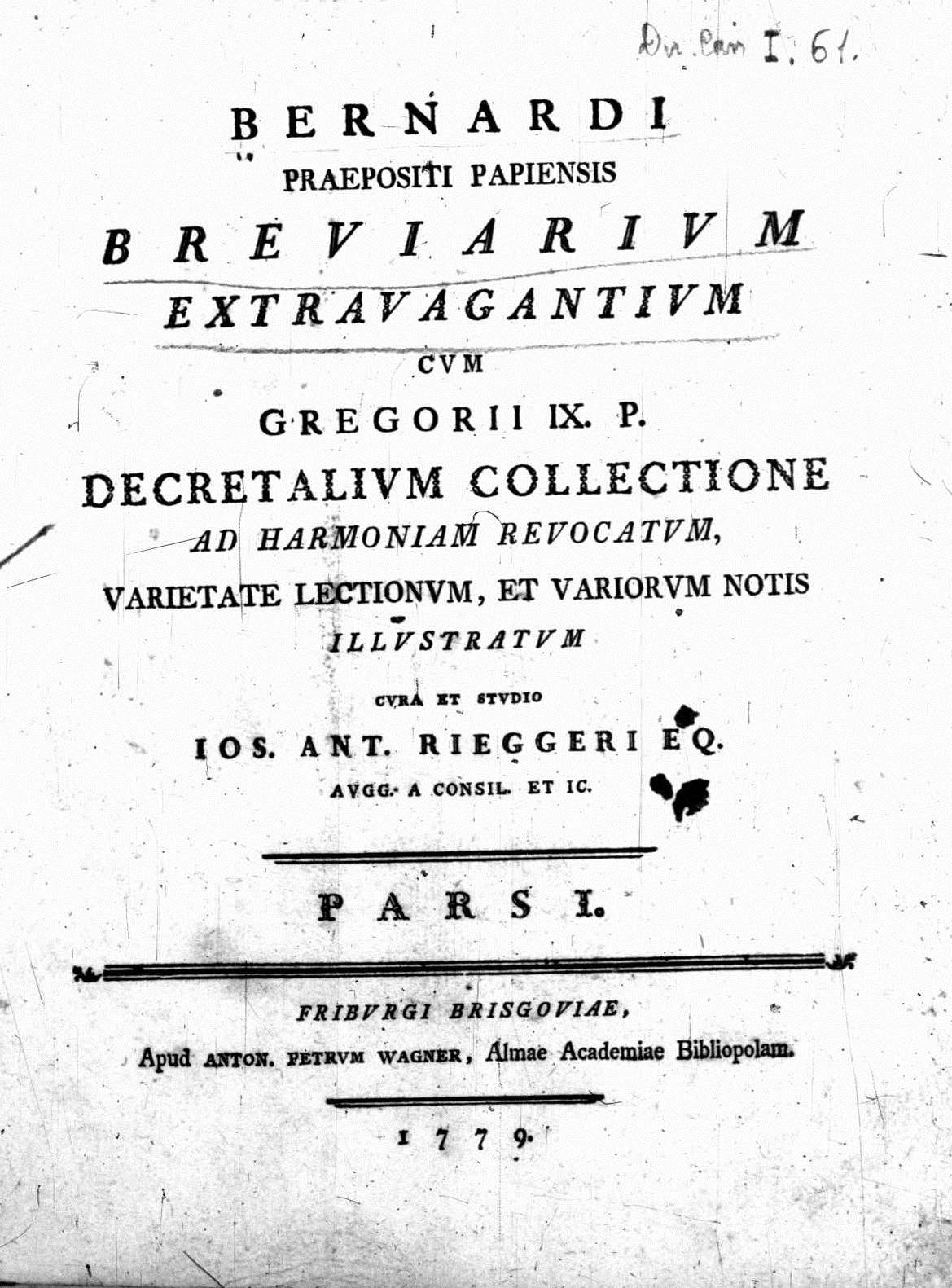
Breviarium extravagantium ("Compêndio de Decretais Circulando Fora"), a primeira das cinco coleções, foi compilada por Bernardo de Pavia.

As Quinque compilationes antiquae são um conjunto de cinco coleções de decretales (especificamente extravagantes) dos séculos XII e XIII, totalizando entre 1 971 e 2 139 capítulos.

## Conteúdo

### Compilatio prima
A primeira coleção, a Compilatio prima, originalmente intitulada Breviarium extravagantium (devido ao fato de suas decretais não estarem presentes no Decreto de Graciano), foi compilada por Bernardo de Pavia entre 1189 e 1191, tornando-se a primeira coleção de decretais não anônima. Grande parte do trabalho de Bernardo reúne decretais do Papa Alexandre III, além de três decretais do Papa Gregório VIII e outras três do Papa Clemente III.
Bernardo foi a primeira pessoa conhecida a publicar uma compilação sistematicamente organizada de decretais sobre o jus novum, embora o Breviarium extravagantium não tenha sido sua primeira tentativa; cerca de dez anos antes, ele havia coletado cerca de noventa e cinco decretais em um manuscrito intitulado Collectio Parisiensis secunda.
A Compilatio prima introduziu o esquema de cinco livros (categorizados de acordo com os temas gerais de "juiz", "julgamento", "clero", "casamento" e "crime") que foi adotado pelas outras quatro coleções das Quinque compilationes e por quase todas as outras coleções de decretais posteriores. Como as outras coleções das Quinque compilationes, a Compilatio prima também contém um prefácio e é organizada em capítulos com vários cânones.

### Compilatio secunda
A segunda coleção, a Compilatio secunda, foi compilada por João de Gales e contém decretais do Papa Clemente III, Papa Celestino III, Papa Alexandre II e Papa Lúcio II. Apesar de ter sido compilada pouco depois da terceira coleção, entre 1210 e 1212, a Compilatio secunda recebeu esse nome porque a maioria de suas decretais é anterior às encontradas na Compilatio tertia, mas posterior às da Compilatio prima.

### Compilatio tertia
A terceira coleção, Compilatio tertia, foi compilada entre o final de 1209 e o início de 1210 por um notário conhecido como Petrus Beneventanus ou Pietro Collivacino. Ela contém apenas decretais do Papa Inocêncio III, que expressou sua aprovação e garantiu a autenticidade de seu conteúdo, embora nem todas possam ser encontradas nos registros papais.

### Compilatio quarto
A quarta coleção, Compilatio quarto, foi compilada por João Teutônico e contém cânones aprovados pelo Quarto Concílio de Latrão, além de outras decretais de Inocêncio III e 44 de suas cartas anteriores. A Compilatio quarto foi apresentada a Inocêncio em 1215, mas o papa recusou-se a endossá-la por razões desconhecidas. Embora inicialmente ignorada pelos canonistas, ela foi eventualmente publicada por João algum tempo após a morte de Inocêncio.

### Compilatio quinta
Em 1217, o recém-eleito Papa Honório III encomendou o que se tornaria a última coleção das Quinque compilationes; foi a primeira vez que um papa explicitamente solicitou a produção de uma coleção de decretais. A Compilatio quinta foi compilada pelo arcebispo de Bolonha, Tancredo, e publicada por volta de 2 de maio de 1226, próximo ao final do pontificado de Honório. Diferentemente das primeiras quatro compilações, a Compilatio quinta contém legislação secular, especificamente partes de Hac edictali lege, um estatuto escrito pelo Imperador Frederico II.

## Influência
Frequentemente citadas por canonistas contemporâneos, as Quinque compilationes antiquae serviram como o "livro-texto padrão" para o estudo do direito decretal no início do século XIII. Cerca de 1.756 capítulos das cinco coleções foram posteriormente incorporados ao Liber extra decretalium por Raimundo de Penaforte, que foi encomendado pelo Papa Gregório IX em 1230 e concluído em 1234.